# 카구야히메노미코토
카구야히메노미코토(일본어: 迦具夜比売命: 생몰년 불명)는 고분시대 일본 사람이다. 『고사기』에 따르면 가이카 천황의 아들 히코유스미노 미코토의 아들 오오츠키타루네노 미코의 딸이며, 스이닌 천황의 후궁으로서 천황과의 사이에 오나베노 미코 왕자를 낳았다.